# Херм
Херм (англ. и фр. Herm) — небольшой (площадь около 2 квадратных километров) остров Нормандских островов, входит в состав коронного владения Великобритании Гернси.
В 1973 году Великобритания присоединилась к ЕС, то есть Нормандские острова, Остров Мэн и Гибралтар входят в Евросоюз через членство Соединенного Королевства Великобритании и Северной Ирландии, и являются таможенной территорией ЕС, за исключением Гибралтара.

## География
Херм — самый маленький из Нормандских островов с постоянным населением и со свободным посещением. Однако автомобили и велосипеды использовать на острове запрещено. Местным жителям разрешается использовать квадроциклы и мини-трактора.

## История
На острове найдены пещеры эпохи неолита, а первое зарегистрированное поселение датируется VI веком.

## Население
Население острова составляет около 60 человек (2005), тем не менее, Херм имеет флаг и герб. Жители острова говорят по-французски.

## Достопримечательности
Главная достопримечательность острова — белоснежный песчаный пляж.

## Галерея

Флаг Херма
Герб Херма
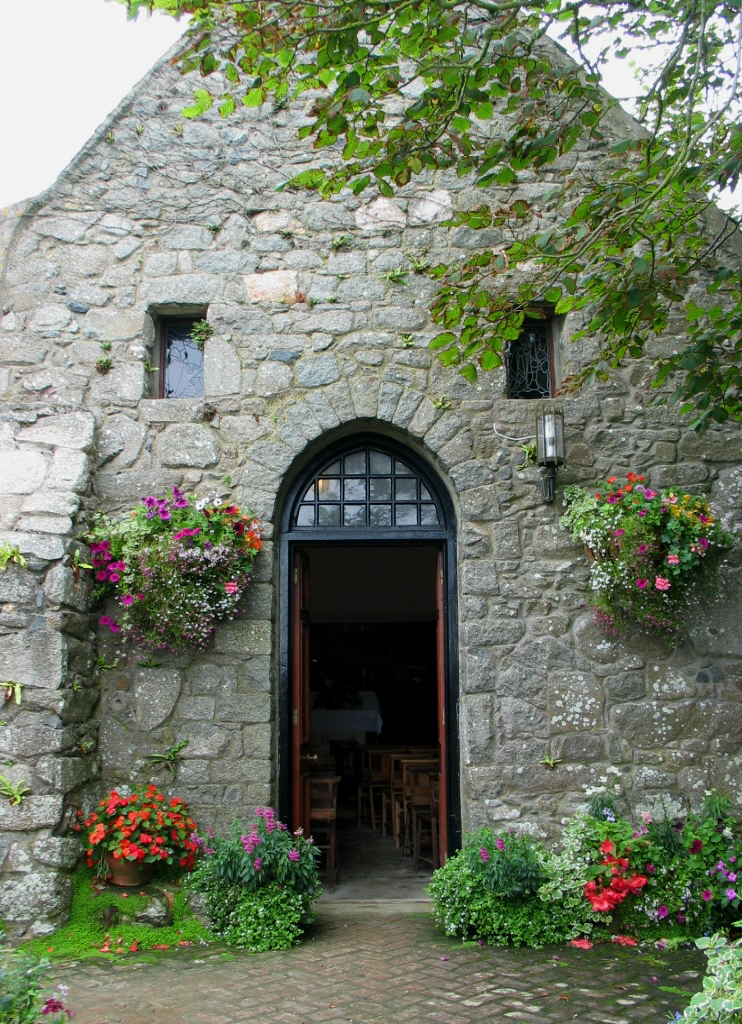
Часовня острова
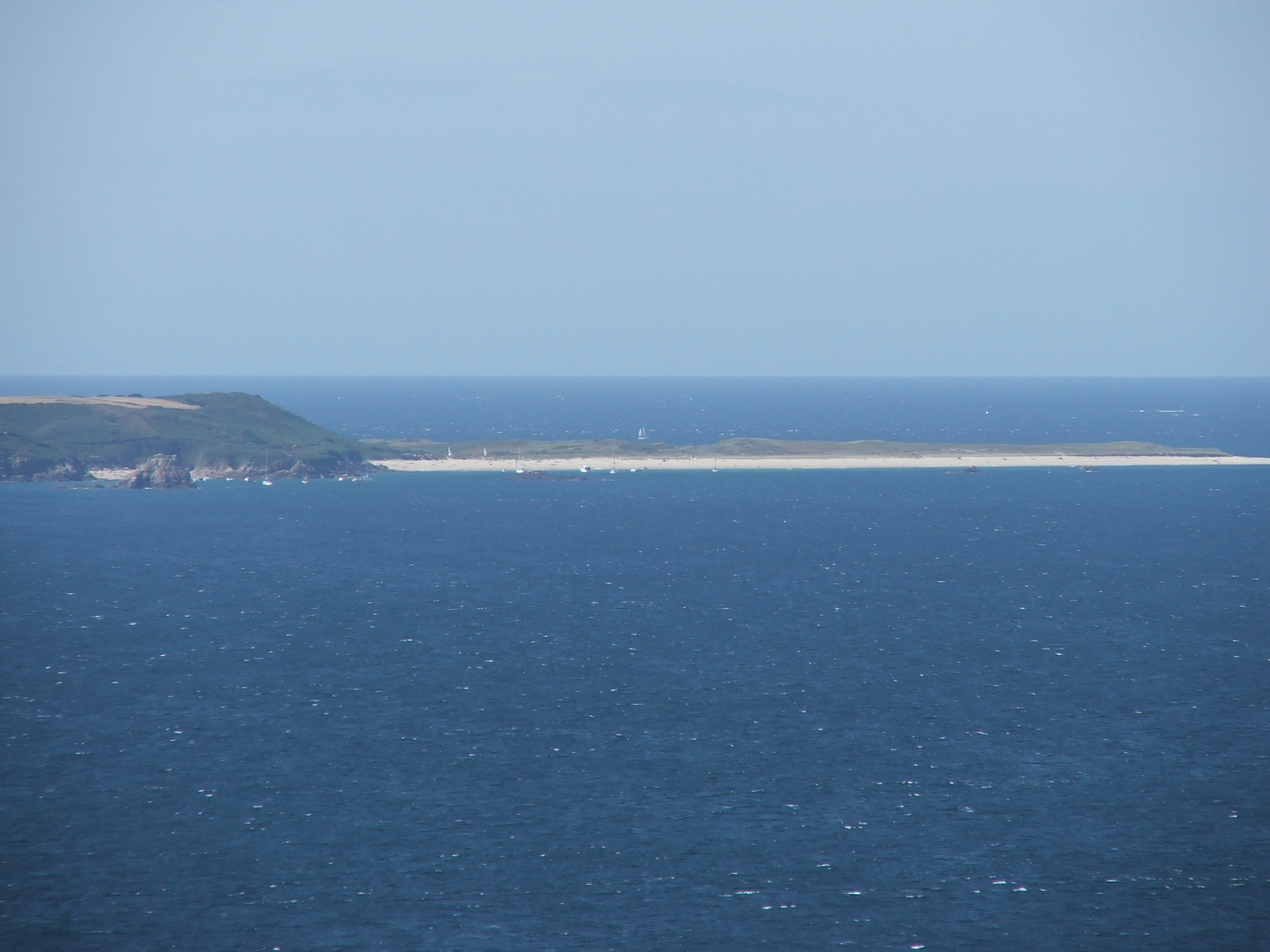
Вид Херма с Сарка